# Януш Кузьмич Заславський
Януш (Іван) II Заславський (*бл. 1529/1531 — 27 липня 1562) — державний діяч Великого князівства Литовського.

## Життєпис
Походив із князівського роду Заславських власного гербу. Син Кузьми Заславського, старости свіслоцького і кам'янецького, і Анастасії Гольшанської-Дубровицької. Про його життя і діяльність залишилося обмаль відомостей. Одружився з Маріаною, представницею роду Чапличів-Шпановських (за іншими відомостями — Кирдеїв).
1556 році втратив батька. Разом з матір'ю на виконання заповіту батька надав церкві Пресвятої Трійці «двірецького монастиря» чотири села: Двірець, зі ставом і млином, Волижинці, Завадинці і Сенютки.
Януш Заславський став удівцем приблизно на початку 1561 року, його дружина померла невдовзі після народження молодшого сина Михайла. Того ж року померла мати Заславського. Навесні або на початку літа 1562 року Заславський прибув до великокнязівського двору у Вільно, де обговорювалися деталі військових дій зі стримування військ московського царя Івана IV Грозного, які вдерлися на територію Литви. Тут за нез'ясованих обставин раптово помер у липні того ж року.
Своєю останньою волею Януш Заславський розпорядився передати опіку над родиною та усіма родовими маєтками троцькому каштеляну і надвірному гетьманові Григорію Ходкевичу.

## Родина
Дружина — Маріана, донька Петра Чаплича-Шпанівського.
Діти:
- Януш (1590—1629)
- Ганна (д/н—1618)
- Михайло (1561—1587)